# Laura Fonnegra Mantilla
Laura Fonnegra Mantilla, destacada deportista colombiana de la especialidad de Bolos que fue campeona suramericana en Medellín 2010.

## Trayectoria
La trayectoria deportiva de Laura Fonnegra Mantilla se identifica por su participación en los siguientes eventos nacionales e internacionales:

### Juegos Suramericanos
Fue reconocido su triunfo de ser la decimoctava deportista con el mayor número de medallas de la selección de  Colombia en los juegos de Medellín 2010.

#### Juegos Suramericanos de Medellín 2010
Su desempeño en la novena edición de los juegos, se identificó por ser la quincuagésimo novena deportista con el mayor número de medallas entre todos los participantes del evento, con un total de 4 medallas:

- , Medalla de oro: Bolos 4 Jugadores Equipos Mujeres
- , Medalla de oro: Bolos Todos los Eventos Equipos Mujeres
- , Medalla de plata: Bolos Tríos Mujeres
- , Medalla de bronce: Bolos Mujeres Maestros